# Cerkiew Zaśnięcia Matki Bożej w Dobryniu Dużym
Cerkiew Zaśnięcia Matki Bożej – cerkiew w Dobryniu Dużym, początkowo unicka, następnie prawosławna, zniszczona podczas I wojny światowej.
Świątynia należąca do Kościoła unickiego położona w Dobryniu Dużym wzmiankowana jest w 1726. Przeszła na własność Rosyjskiego Kościoła Prawosławnego po przeprowadzonej przez władze rosyjskie siłowej likwidacji unickiej diecezji chełmskiej w 1875. Jako prawosławna funkcjonowała do 1916, gdy spłonęła. Po zakończeniu I wojny światowej świątyni nie odbudowano.